# Rallye Jordanien 2008

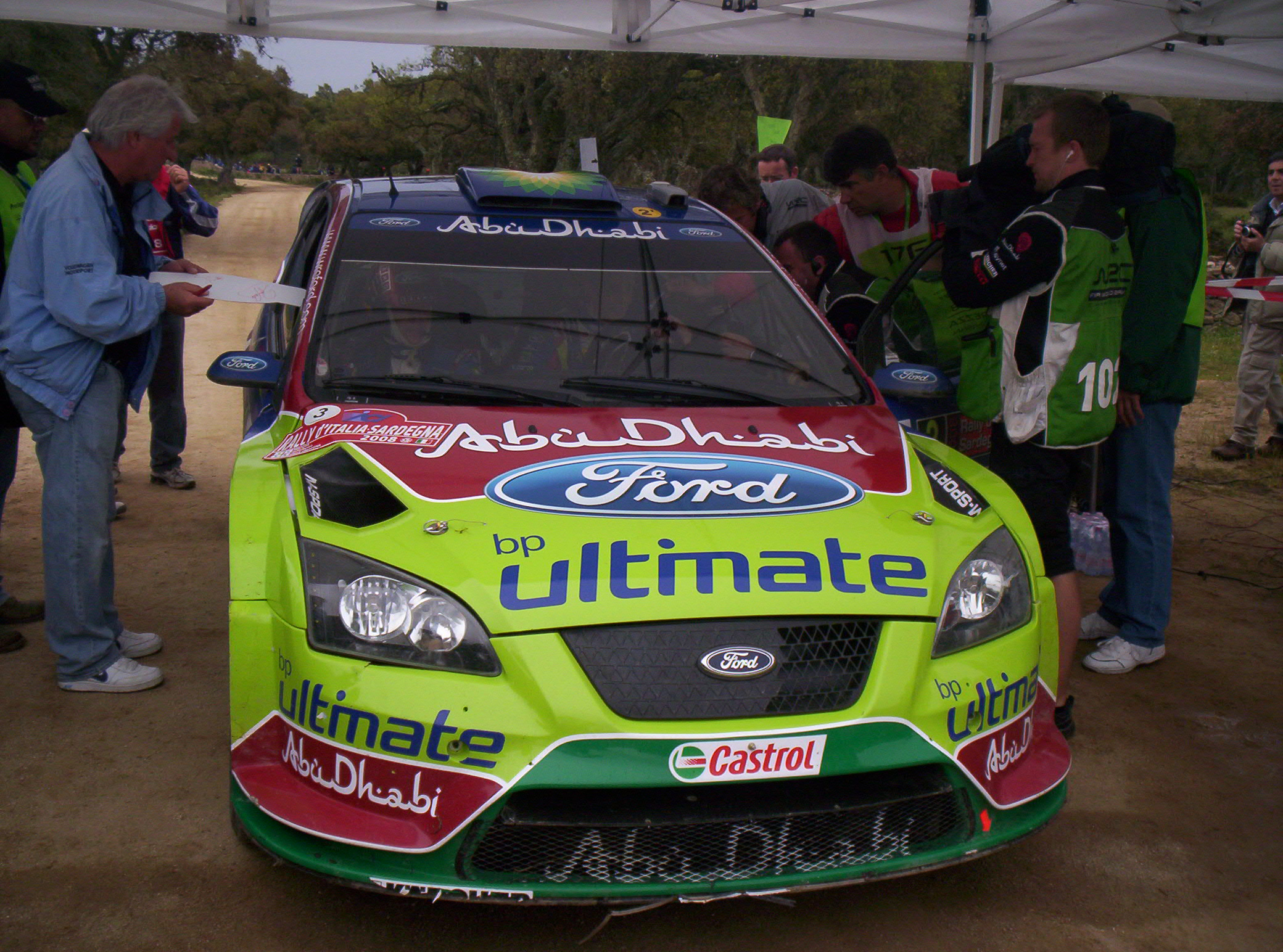
Mikko Hirnonen und Jarmo Lehtinen im Ford Focus RS WRC

Die 1. Rallye Jordanien war der fünfte von 15 FIA-Weltmeisterschaftsläufen 2008. Die Rallye bestand aus 22 Wertungsprüfungen und wurde zwischen dem 24. und dem 27. April ausgetragen.

## Klassifikationen

### Endresultat
| Pos    | Fahrer             | Co-Pilot             | Auto               | Zeit      | Rückstand | Punkte |
| WRC    | WRC                | WRC                  | WRC                | WRC       | WRC       | WRC    |
| ------ | ------------------ | -------------------- | ------------------ | --------- | --------- | ------ |
| 1      | Mikko Hirvonen     | Jarmo Lehtinen       | Ford Focus RS WRC  | 4:02:47.9 | 00:00.0   | 10     |
| 2      | Dani Sordo         | Marc Martí           | Citroën C4 WRC     | 4:04:03.6 | 01:15.7   | 8      |
| 3      | Chris Atkinson     | Stéphane Prévot      | Subaru Impreza WRC | 4:07:47.4 | 04:59.5   | 6      |
| 4      | Henning Solberg    | Cato Menkerud        | Ford Focus RS WRC  | 4:10:23.7 | 07:35.8   | 5      |
| 5      | Matthew Wilson     | Scott Martin         | Ford Focus RS WRC  | 4:13:29.6 | 10:41.7   | 4      |
| 6      | Federico Villagra  | Jorge Pérez Companc  | Ford Focus RS WRC  | 4:14:10.1 | 11:22.2   | 3      |
| 7      | Jari-Matti Latvala | Miikka Anttila       | Ford Focus RS WRC  | 4:15:03.5 | 12:15.6   | 2      |
| 8      | Gigi Galli         | Giovanni Bernacchini | Ford Focus RS WRC  | 4:15:12.3 | 12:24.4   | 1      |
| JWRC   |                    |                      |                    |           |           |        |
| 1 (11) | Sébastien Ogier    | Julien Ingrassia     | Citroën C2 S1600   | 4:29:57.8 | 27:09.9   | 10     |
| 2 (13) | Shaun Gallagher    | Michael Morrissey    | Citroën C2 S1600   | 4:34:57.9 | 32:10.0   | 8      |
| 3 (14) | Gilles Schammel    | Renaud Jamoul        | Renault Clio R3    | 4:37:29.4 | 34:41.5   | 6      |

### Wertungsprüfungen
| Tag                                  | WP                                   | Name         | Länge    | Start MESZ         | Gewinner                  | Co-Pilot              | Auto                              | Zeit    | Ø km/h             | Leader     |
| ------------------------------------ | ------------------------------------ | ------------ | -------- | ------------------ | ------------------------- | --------------------- | --------------------------------- | ------- | ------------------ | ---------- |
| Tag 1 (25. April)                    | WP1                                  | Suwayma 1    | 13,03 km | 07:19              | Dani Sordo Petter Solberg | Marc Martí Phil Mills | Citroën C4 WRC Subaru Impreza WRC | 06:40.2 | 117,2              | Dani Sordo |
| Tag 1 (25. April)                    | WP2                                  | Mahes 1      | 20,00 km | 07:53              | Dani Sordo                | Marc Martí            | Citroën C4 WRC                    | 13:54.8 | 86,2               | Dani Sordo |
| Tag 1 (25. April)                    | WP3                                  | Mount Nebo 1 | 11,10 km | 08:38              | Dani Sordo                | Marc Martí            | Citroën C4 WRC                    | 08:02.9 | 82,8               | Dani Sordo |
| Tag 1 (25. April)                    | WP4                                  | Mal'n 1      | 13,46 km | 09:25              | Sébastien Loeb            | Daniel Elena          | Citroën C4 WRC                    | 09:55.4 | 81,4               | Dani Sordo |
| Tag 1 (25. April)                    | Service Dead Sea 10:46 Uhr (30 Min.) |              |          |                    |                           |                       |                                   |         |                    | Dani Sordo |
| Tag 1 (25. April)                    | WP5                                  | Suwayma 2    | 13,03 km | 11:35              | Jari-Matti Latvala        | Miikka Anttila        | Ford Focus RS WRC                 | 06:37.7 | 117,7              | Dani Sordo |
| Tag 1 (25. April)                    | WP6                                  | Mahes 2      | 20,00 km | 12:09              | Sébastien Loeb            | Daniel Elena          | Citroën C4 WRC                    | 13:38.5 | 88,0               | Dani Sordo |
| Tag 1 (25. April)                    | WP7                                  | Mount Nebo 2 | 11,1 km  | 12:54              | Sébastien Loeb            | Daniel Elena          | Citroën C4 WRC                    | 07:52.6 | 84,6               | Dani Sordo |
| Tag 1 (25. April)                    | WP8                                  | Mal'n 2      | 13,46 km | 13:41              | Mikko Hirvonen            | Jarmo Lehtinen        | Ford Focus RS WRC                 | 09:46.7 | 82,6               | Dani Sordo |
| Tag 1 (25. April)                    | Service Dead Sea 14:35 Uhr (45 Min.) |              |          |                    |                           |                       |                                   |         |                    | Dani Sordo |
| Tag 2 (26. April)                    |                                      |              |          |                    |                           |                       |                                   |         |                    | Dani Sordo |
| Service Dead Sea 07:00 Uhr (15 Min.) |                                      |              |          |                    |                           |                       |                                   |         |                    | Dani Sordo |
| WP9                                  | Tirki 1                              | 13,46 km     | 07:53    | Sébastien Loeb     | Daniel Elena              | Citroën C4 WRC        | 08:18.1                           | 102,1   | Sébastien Loeb     |            |
| WP10                                 | Erak Elimir 1                        | 12,47 km     | 08:21    | Sébastien Loeb     | Daniel Elena              | Citroën C4 WRC        | 08:40.9                           | 86,2    | Sébastien Loeb     |            |
| WP11                                 | Shuna 1                              | 15:19 km     | 09:24    | Sébastien Loeb     | Daniel Elena              | Citroën C4 WRC        | 11:54.9                           | 76,5    | Sébastien Loeb     |            |
| WP12                                 | Baptism Site 1                       | 13,13 km     | 10:05    | Dani Sordo         | Marc Martí                | Citroën C4 WRC        | 06:42.2                           | 117,5   | Dani Sordo         |            |
| Service Dead Sea 10:58 Uhr (30 Min.) |                                      |              |          |                    |                           |                       |                                   |         | Dani Sordo         |            |
| WP13                                 | Turki 2                              | 14,13 km     | 12:06    | Mikko Hirvonen     | Jarmo Lehtinen            | Ford Focus RS WRC     | 08:15.7                           | 102,6   | Jari-Matti Latvala |            |
| WP14                                 | Erak Elimir 2                        | 12,47 km     | 12:34    | Gigi Galli         | Giovanni Bernacchini      | Ford Focus RS WRC     | 08:40.8                           | 86,2    | Jari-Matti Latvala |            |
| WP15                                 | Shuna 2                              | 15,19 km     | 13:37    | Gigi Galli         | Giovanni Bernacchini      | Ford Focus RS WRC     | 11:57.8                           | 76,2    | Jari-Matti Latvala |            |
| WP16                                 | Baptism Site 2                       | 13,13 km     | 14:18    | Gigi Galli         | Giovanni Bernacchini      | Ford Focus RS WRC     | 06:41.2                           | 117,8   | Dani Sordo         |            |
| Service Dead Sea 14:44 Uhr (45 Min.) |                                      |              |          |                    |                           |                       |                                   |         | Dani Sordo         |            |
| Tag 3 (27. April)                    |                                      |              |          |                    |                           |                       |                                   |         | Dani Sordo         |            |
| Service Dead Sea 07:45 Uhr (15 Min.) |                                      |              |          |                    |                           |                       |                                   |         | Dani Sordo         |            |
| WP17                                 | Kafrain 1                            | 16,49 km     | 06:37    | Mikko Hirvonen     | Jarmo Lehtinen            | Ford Focus RS WRC     | 11:02.5                           | 89,6    | Jari-Matti Latvala |            |
| WP18                                 | Wadi Shueib 1                        | 9,18 km      | 07:10    | Sébastien Loeb     | Daniel Elena              | Citroën C4 WRC        | 07:10.1                           | 76,8    | Mikko Hirvonen     |            |
| WP19                                 | Jordan River 1                       | 41,45 km     | 08:13    | Sébastien Loeb     | Daniel Elena              | Citroën C4 WRC        | 28:32.8                           | 87,1    | Mikko Hirvonen     |            |
| Service Dead Sea 09:23 Uhr (30 Min.) |                                      |              |          |                    |                           |                       |                                   |         | Mikko Hirvonen     |            |
| WP20                                 | Kafrain 2                            | 16,49 km     | 10:30    | Jari-Matti Latvala | Miikka Anttila            | Ford Focus RS WRC     | 11:00.4                           | 89,9    | Mikko Hirvonen     |            |
| WP21                                 | Wadi Shueib 2                        | 9,18 km      | 11:03    | Sébastien Loeb     | Daniel Elena              | Citroën C4 WRC        | 07:04.8                           | 77,8    | Mikko Hirvonen     |            |
| WP22                                 | Jordan River 2                       | 41,45 km     | 12:06    | Mikko Hirvonen     | Jarmo Lehtinen            | Ford Focus RS WRC     | 28:09.1                           | 88,3    | Mikko Hirvonen     |            |
| Service Dead Sea 13:09 Uhr (10 Min.) |                                      |              |          |                    |                           |                       |                                   |         | Mikko Hirvonen     |            |

Quelle:

### Gewinner Wertungsprüfungen
| WP                        | Anzahl | Fahrer             | Auto               |
| ------------------------- | ------ | ------------------ | ------------------ |
| 4, 6, 7, 9–11, 18, 19, 21 | 9      | Sébastien Loeb     | Citroën C4 WRC     |
| 1, 2, 3, 12               | 4      | Dani Sordo         | Citroën C4 WRC     |
| 8, 13, 17, 22             | 4      | Mikko Hirvonen     | Ford Focus RS WRC  |
| 14–16                     | 3      | Gigi Galli         | Ford Focus RS WRC  |
| 5, 20                     | 2      | Jari-Matti Latvala | Ford Focus RS WRC  |
| 1                         | 1      | Petter Solberg     | Subaru Impreza WRC |

### Fahrer-WM nach der Rallye
| Pos. | Fahrer             | Punkte |
| ---- | ------------------ | ------ |
| 1    | Mikko Hirvonen     | 35     |
| 2    | Sébastien Loeb     | 30     |
| 3    | Chris Atkinson     | 28     |
| 4    | Jari-Matti Latvala | 18     |
| 5    | Dani Sordo         | 17     |

### Team-Weltmeisterschaft
| Pos. | Team        | Punkte |
| ---- | ----------- | ------ |
| 1    | Ford WRT    | 57     |
| 2    | Citroën WRT | 50     |
| 3    | Subaru WRT  | 39     |
| 4    | Stobart WRT | 29     |